# Melanagromyza subvirens
Melanagromyza subvirens är en tvåvingeart som först beskrevs av Malloch 1915.  Melanagromyza subvirens ingår i släktet Melanagromyza och familjen minerarflugor. Inga underarter finns listade i Catalogue of Life.